# Jeghegnawan
Jeghegnawan – wieś w Armenii, w prowincji Ararat. W 2011 roku liczyła 1420 mieszkańców.